# Sebastian Szymański
Sebastian Szymański (* 10. května 1999) je polský profesionální fotbalista, který hraje na pozici ofenzivního záložníka nebo křídelníka za turecký klub Fenerbahçe SK a polský národní tým.

## Klubová kariéra

### Počátky kariéry
Szymański začal trénovat ve věku šesti let v TOP 54 Biała Podlaska. V březnu 2013 se stal hráčem Legie Varšava. V sezóně 2015/16 se objevil v 12 zápasech a jednou skóroval za rezervní tým Legie. Také odehrál jeden zápas v Juniorské lize UEFA a tři zápasy v Centrální juniorské lize, kterou Legia vyhrála poté, co porazila Pogoń Szczecin v součtu po dvou zápasech finále 5:4, přičemž Szymański ve druhém zápase skóroval dvakrát.

### Legia Varšava
V červenci 2016 byl Szymański povýšen do prvního týmu a debutoval sedmý den při prohře 1:4 s Lechem Poznań ve finále polského Superpoháru. Svůj debut v Ekstraklase si odbyl 20. srpna 2016 při prohře 1:3 s Arkou Gdyně. V listopadu 2016 prodloužil svou smlouvu s Legií do konce června 2019. Dne 3. března 2017 v zápase, který Legia vyhrála 3:1 nad Zagłębie Lubin, vstřelil svůj první gól za první tým Legie. V sezóně 2016/17 získal s klubem titul v Ekstraklase a byl nejmladším hráčem, který v té sezóně vstřelil ligový gól. Také se zúčastnil devíti zápasů třetiligové rezervy, ve kterých vstřelil dva góly, a pěti zápasů Juniorské ligy UEFA, v nichž skóroval dvakrát. V říjnu 2017 prodloužil svou smlouvu s klubem do roku 2022. V sezóně 2017/18 získal s Legií polský pohár.

### Dynamo Moskva
Dne 31. května 2019 Szymański podepsal pětiletou smlouvu s ruským klubem FK Dynamo Moskva.
Szymański byl fanoušky Dynama zvolen „hráčem měsíce“ za říjen 2019. Dne 9. listopadu 2019 vstřelil svůj první gól za Dynamo, jediný gól zápasu při vítězství 1:0 nad FK Rubin Kazaň. Byla to první venkovní výhra Dynama proti Rubinu po 13 letech.
Dne 2. června 2021 podepsal novou smlouvu s Dynamem na pět let. Fanoušky Dynama byl zvolen hráčem měsíce v červenci 2021, srpnu 2021 a listopadu 2021.

#### Hostování ve Feyenoordu
Dne 22. července 2022 se Szymański připojil k nizozemskému klubu Feyenoord na roční hostování s opcí na koupi.
Dne 7. srpna 2022 debutoval v Eredivisie proti Vitesse a při výhře 5:2 na hřišti soupeře zaznamenal dvě asistence. Své první branky za klub dosáhl 27. srpna, když dal čtvrtou branku při domácím vítězství 4:0 nad FC Emmen.

### Fenerbahçe
Dne 12. července 2023 oznámil turecký klub Fenerbahçe podpis čtyřleté smlouvy se Szymańským za 9,75 milionu eur. Dne 26. července 2023 vstřelil svůj první gól při debutu v Konferenční lize UEFA proti Zimbru Kišiněv na stadionu Şükrü Saracoğlu, Fenerbahçe vyhrálo 5:0. Dne 13. srpna 2023 si odbyl svůj debut v Süper Lig proti Gaziantep FK, Fenerbahçe vyhrálo 2:1. Svůj debut v tureckém poháru si odbyl 7. února 2024 proti Gaziantepu na stadionu Gaziantep, Fenerbahçe vyhrálo 2:0. Dne 9. února 2025, proti Alanyasporu, vstřelil 4000. gól týmu v ligové historii.
Dne 13. března 2025 dal dva góly ve vyřazovací fázi Evropské ligy UEFA 2024/25 proti Glasgow Rangers na Ibrox Stadium, Fenerbahçe vyhrálo 2:0.
Dne 6. dubna 2025 odehrál své 100. utkání (a v prvních 100 zápasech vstřelil 20 gólů) ve všech soutěžích za Fenerbahçe proti Trabzonsporu při domácím vítězství 4:1 v lize.

## Reprezentační kariéra
V květnu 2018 byl Szymański zařazen do předběžného 35členného týmu Polska pro Mistrovství světa ve fotbale 2018, ale nedostal se do finálního kádru.
Dne 9. září 2019 debutoval Szymański za polský národní tým, když v 70. minutě vystřídal Kamila Grosického v kvalifikačním zápase na Mistrovství Evropy ve fotbale 2020 proti Rakousku. Poprvé v základní sestavě nastoupil 10. října proti Lotyšsku a u jednoho z gólů asistoval, což vedlo k vítězství Polska 3:0, které zajistilo jejich místo na závěrečném turnaji. Szymański vstřelil svůj první gól za Polsko 19. listopadu 2019 v posledním kvalifikačním zápase skupiny proti Slovinsku. Dne 15. října 2024 vstřelil gól při remíze 3:3 s Chorvatskem ve skupinové fázi Ligy národů UEFA.

## Statistiky

### Klubové
Platí k zápasu hranému 31. května 2025.
| Klub                  | Sezóna            | Liga               | Liga   | Liga | Národní pohár | Národní pohár | Kontinentální | Kontinentální | Ostatní | Ostatní | Celkově | Celkově |
| Klub                  | Sezóna            | Soutěž             | Zápasy | Góly | Zápasy        | Góly          | Zápasy        | Góly          | Zápasy  | Góly    | Zápasy  | Góly    |
| --------------------- | ----------------- | ------------------ | ------ | ---- | ------------- | ------------- | ------------- | ------------- | ------- | ------- | ------- | ------- |
| Legia Varšava II      | 2015/16           | III liga           | 12     | 1    | —             | —             | —             | —             | —       | —       | 12      | 1       |
| Legia Varšava II      | 2016/17           | III liga           | 9      | 2    | —             | —             | —             | —             | —       | —       | 9       | 2       |
| Legia Varšava II      | 2017/18           | III liga           | 2      | 2    | —             | —             | —             | —             | —       | —       | 2       | 2       |
| Legia Varšava II      | Celkově           | Celkově            | 23     | 5    | 0             | 0             | 0             | 0             | 0       | 0       | 23      | 5       |
| Legia Varšava         | 2016/17           | Ekstraklasa        | 10     | 1    | 0             | 0             | 0             | 0             | 1       | 0       | 11      | 1       |
| Legia Varšava         | 2017/18           | Ekstraklasa        | 21     | 4    | 6             | 3             | 5             | 1             | 1       | 0       | 33      | 8       |
| Legia Varšava         | 2018/19           | Ekstraklasa        | 34     | 2    | 3             | 0             | 4             | 0             | 1       | 0       | 42      | 2       |
| Legia Varšava         | Celkově           | Celkově            | 65     | 7    | 9             | 3             | 9             | 1             | 3       | 0       | 86      | 11      |
| Dynamo Moskva         | 2019/20           | Ruská Premier Liga | 22     | 1    | 1             | 0             | —             | —             | —       | —       | 23      | 1       |
| Dynamo Moskva         | 2020/21           | Ruská Premier Liga | 28     | 1    | 2             | 0             | 1             | 0             | —       | —       | 31      | 1       |
| Dynamo Moskva         | 2021/22           | Ruská Premier Liga | 27     | 6    | 5             | 0             | —             | —             | —       | —       | 32      | 6       |
| Dynamo Moskva         | Celkově           | Celkově            | 77     | 8    | 8             | 0             | 1             | 0             | 0       | 0       | 86      | 8       |
| Feyenoord (hostování) | 2022/23           | Eredivisie         | 29     | 9    | 2             | 0             | 9             | 1             | —       | —       | 40      | 10      |
| Fenerbahçe            | 2023/24           | Süper Lig          | 37     | 10   | 2             | 0             | 16            | 3             | 0       | 0       | 55      | 13      |
| Fenerbahçe            | 2024/25           | Süper Lig          | 35     | 3    | 2             | 1             | 16            | 3             | 0       | 0       | 53      | 7       |
| Fenerbahçe            | Celkově           | Celkově            | 72     | 13   | 4             | 1             | 32            | 6             | 0       | 0       | 108     | 20      |
| Celkově v kariéře     | Celkově v kariéře | Celkově v kariéře  | 265    | 41   | 23            | 4             | 51            | 8             | 3       | 0       | 343     | 54      |

### Reprezentační
Platí k zápasu hranému 10. června 2025.
| Národní tým | Rok     | Zápasy | Góly |
| ----------- | ------- | ------ | ---- |
| Polsko      | 2019    | 5      | 1    |
| Polsko      | 2020    | 5      | 0    |
| Polsko      | 2021    | 1      | 0    |
| Polsko      | 2022    | 9      | 0    |
| Polsko      | 2023    | 10     | 1    |
| Polsko      | 2024    | 11     | 3    |
| Polsko      | 2025    | 4      | 0    |
| Celkově     | Celkově | 45     | 5    |

#### Reprezentační góly
Skóre a výsledky Polska jsou vždy zapsány jako první. Góly Sebastiana Szymańského jsou zvýrazněny.
| Gól | Datum              | Místo                                 | Soupeř          | Skóre | Výsledek | Soutěž                                            |
| --- | ------------------ | ------------------------------------- | --------------- | ----- | -------- | ------------------------------------------------- |
| 1.  | 19. listopadu 2019 | Národní stadion, Varšava, Polsko      | Slovinsko       | 1:0   | 3:2      | Kvalifikace na Mistrovství Evropy ve fotbale 2020 |
| 2.  | 12. října 2023     | Tórsvøllur, Tórshavn, Faerské ostrovy | Faerské ostrovy | 1:0   | 2:0      | Kvalifikace na Mistrovství Evropy ve fotbale 2024 |
| 3.  | 21. března 2024    | Národní stadion, Varšava, Polsko      | Estonsko        | 5:0   | 5:1      | Kvalifikace na Mistrovství Evropy ve fotbale 2024 |
| 4.  | 5. září 2024       | Hampden Park, Glasgow, Skotsko        | Skotsko         | 1:0   | 3:2      | Liga národů UEFA 2024/25                          |
| 5.  | 15. října 2024     | Národní stadion, Varšava, Polsko      | Chorvatsko      | 3:3   | 3:3      | Liga národů UEFA 2024/25                          |

## Úspěchy
Legia Varšava
- Ekstraklasa: 2016/17, 2017/18
- Polský pohár: 2017/18

Feyenoord
- Eredivisie: 2022/23

Individual
- Mladý hráč měsíce Ekstraklasy: duben 2019
- Tým měsíce Eredivisie: listopad 2022